# Brulleia auripes
Brulleia auripes är en stekelart som beskrevs av Chen och He 1993. Brulleia auripes ingår i släktet Brulleia och familjen bracksteklar. Inga underarter finns listade.